# 1265
Високе Середньовіччя •  Реконкіста •  Хрестові походи •  Монгольська імперія

## Геополітична ситуація
Михайло VIII Палеолог є імператором Візантійської імперії (до 1282). У Священній Римській імперії триває період міжцарства (до 1273). У Франції править Людовик IX (до 1270).
Апеннінський півострів розділений: північ належить Священній Римській імперії, середню частину займає Папська область, південь належить Сицилійському королівству. Деякі міста півночі: Венеція, Піза, Генуя тощо, мають статус міст-республік.
Майже весь Піренейський півострів займають християнські Кастилія, Леон (Астурія, Галісія), Наварра, Арагонське королівство (Арагон, Барселона) та Португалія, під владою маврів залишилися тільки землі на самому півдні. Генріх III є королем Англії (до 1272), а королем Данії — Ерік V (до 1286).
Ярлик від Золотої Орди на княжіння у Києві та Володимирі-на-Клязьмі має Ярослав Ярославич (до 1271). Король Русі Шварно Данилович править у Галичі (до 1269), Роман Михайлович Старий — у Чернігові (до 1288). На чолі королівства Угорщина стоїть Бела IV (до 1270). У Кракові княжить Болеслав V Сором'язливий (до 1279).
Монгольська імперія займає більшу частину Азії. Північний Китай підкорений монголами, на півдні династія Сун усе ще чинить опір. У Єгипті правлять мамлюки. Невеликі території на Близькому Сході утримують хрестоносці. Альмохади все ще зберігають владу в частині Магрибу. Делійський султанат є наймогутнішою державою Північної Індії, а на півдні Індії домінує Чола. В Японії триває період Камакура.
Цивілізація мая переживає посткласичний період. Почала зароджуватися цивілізація ацтеків.

## Події
- Відбулося перше засідання виборного Англійського парламенту.
- Англійський принц Едуард I Довгоногий завдав поразки війську баронів у битві під Івшемом, що призвело до реставрації правління Генріха III.
- Розпочався понтифікат Климента IV. У своєму листі до племінника він уперше згадав перстень рибалки.
- Шотландія захопила острів Мен.
- Орда хана Ногая спустошила Фракію.
- Хан Хубілай відновив наступ на династію Сун.
- Після смерті Хулагу ільханом Ірану став Абака-хан.
- Султаном Делі став Гійяс-уд-дін Балбан.

## Народились
- 21 травня — Данте Аліг'єрі, італійський поет епохи Відродження.